# Marigold United National Championship
El Marigold United National Championship (Campeonato Nacional Unida de Marigold, en español) es el campeonato femenino de Dream Star Fighting Marigold. El título, que en la jerarquía del campeonato de Marigold se sitúa como el título secundario detrás del Campeonato Mundial de Marigold, se introdujo el 15 de mayo de 2024. La campeona actual es Miku Aono quien se encuentra en su primer reinado.

## Historia
El 15 de abril de 2024, se estableció Dream Star Fighting Marigold. El 15 de mayo, Marigold reveló el cinturón del Campeonato Nacional Unida de Marigold. El título, al que también se le conoce simplemente como el "Cinturón Blanco", es un homenaje al título Nacional Unido de la NWA que lució por primera vez en Japón Antonio Inoki, y que luego ostentó Jumbo Tsuruta y Genichiro Tenryu. El 16 de junio, se lanzó un torneo de cuatro equipos para determinar a la campeona inaugural. El 13 de julio, en Summer Destiny, Miku Aono se convirtió en la campeona inaugural al derrotar a Bozilla en la final.

## Campeonas

### Campeona actual
La campeona actual es Miku Aono, quien se encuentra en su primer reinado como campeona. Aono ganó el campeonato tras derrotar a Bozilla en la final del torneo el 13 de julio de 2024 en Summer Destiny.
Aono registra hasta el 29 de junio de 2025 las siguientes defensas televisadas:
1. vs. Kouki Amarei (19 de agosto de 2024, Marigold Summer Gold Shine - Tag 10)
2. vs. Nagisa Nozaki (24 de octubre de 2024, Marigold Fantastic Adventure - Tag 7)

### Lista de campeonas
| N.º | Campeona  | Lucha               | Lucha          | Lucha        | Estadísticas | Estadísticas | Estadísticas      | Notas y referencias                       |
| N.º | Campeona  | Fecha               | Evento         | Ubicación    | Reinado      | Días         | Defensas exitosas | Notas y referencias                       |
| --- | --------- | ------------------- | -------------- | ------------ | ------------ | ------------ | ----------------- | ----------------------------------------- |
| 1   | Miku Aono | 13 de julio de 2024 | Summer Destiny | Tokio, Japón | 1            | 351+         | 2                 | Derrotó a Bozilla en la final del torneo. |

### Total de días con el título
La siguiente lista muestra el total de días que una luchadora ha poseído el campeonato si se suman todos los reinados que posee. Actualizado a la fecha del 29 de junio de 2025.
| + | Indica a la campeona actual |

| N.º | Campeona  | Reinados | Núm. defensas | Total de días |
| --- | --------- | -------- | ------------- | ------------- |
| 1   | Miku Aono | 1        | 2             | 351+          |